# John et James Woolf
John Woolf (15 mars 1913 à Londres – 28 juin 1999 à Londres) et son frère James Woolf (2 mars 1920 à Londres – 30 mai 1966 à Los Angeles) sont des producteurs de cinéma britanniques. Ils ont fondé ensemble les sociétés de production Romulus Films et Remus Films, actives pendant les années 1950 et 1960, et la société de distribution de films Independent Film Distributors (IFD), active pendant les années 1950.

## Biographie
John et James sont les fils du producteur Charles Moss Woolf, qui avait produit avec Michael Balcon certains des premiers films d'Alfred Hitchcock et qui a créé en 1937 General Film Distributors. Les deux frères font leurs études à Eton. John s'engage lors de la Seconde Guerre mondiale et travaille dans le service cinématographique de l'armée,.
John Woolf se marie trois fois. Sa deuxième femme est l'actrice Edana Romney, sa troisième est Ann Saville, la fille du réalisateur Victor Saville.
John Woolf est anobli en 1975 pour services rendus à l'industrie cinématographique britannique. 

## Carrière

### Romulus Films
À la mort de leur père en 1942, J. Arthur Rank devient directeur de General Film Distributors. À son retour de l'armée, John en devient le directeur adjoint. Mais ni John ni James n'apprécient de travailler pour une grande entreprise. En 1948, ils trouvent le financement pour créer deux sociétés : Independent Film Distributors (pour la distribution) et Romulus Films (pour la production). Leur but est ambitieux : créer des films à la fois d'une valeur artistique certaine et cependant viables financièrement.
Le premier film produit par Romulus est Pandora d'Albert Lewin avec James Mason et Ava Gardner. John Woolf avait découvert lors d'un séjour à Hollywood que le réalisateur Albert Lewin avait des problèmes avec le House Un-American Activities Committee. Ensuite ils produisent L'Odyssée de l'African Queen de John Huston, malgré les conseils de leur mentor Alexander Korda. Romulus devient alors une des plus importantes sociétés de production britanniques. 
Lorsque les finances commenceront à diminuer, ils abandonneront les tournages à l'étranger et se concentreront sur des sujets plus britanniques.

### La séparation
James part à Hollywood pour devenir producteur indépendant. En 1966, il est retrouvé mort, sans doute d'une crise cardiaque, dans sa chambre d'hôtel.
John continue sa carrière en solo. Il crée en 1959 Anglia Television (en), dont il restera directeur jusqu'en 1983,. En 1968 il rachète British and American Film Holdings, et produit Oliver ! qui lui permet d'obtenir l'Oscar du meilleur film. 

### Romulus aujourd'hui
Le fils de John, Jonathan Woolf, recrée Romulus Films en 1999.

## Filmographie

### Romulus films
- 1951 : L'Odyssée de l'African Queen (The African Queen) de John Huston
- 1951 : Le Major galopant (The Galloping Major) de Henry Cornelius
- 1951 : Pandora (Pandora and the Flying Dutchman) d'Albert Lewin
- 1951 : I'll Get You for This de Joseph M. Newman
- 1952 : Les Filles de la pénombre (Women of Twilight) de Gordon Parry
- 1952 : Treasure Hunt de John Paddy Carstairs
- 1952 : The Late Edwina Black de Maurice Elvey
- 1952 : Moulin Rouge de John Huston
- 1953 : Plus fort que le diable (Beat the Devil) de John Huston
- 1953 : Week-end à Paris (Innocents in Paris) de Gordon Parry
- 1953 : Cosh Boy  de Lewis Gilbert
- 1954 : Cour martiale (Carrington V.C.) d'Anthony Asquith
- 1954 : Les bons meurent jeunes (The Good Die Young) de Lewis Gilbert
- 1955 : Une fille comme ça (I Am a Camera) de Henry Cornelius
- 1956 : Trois hommes dans un bateau (Three Men in a Boat) de Ken Annakin
- 1956 : Dry Rot de Maurice Elvey
- 1956 : The Bespoke Overcoat de Jack Clayton
- 1956 : Sailor Beware! de Gordon Parry
- 1956 : Whisky, vodka et jupon de fer (The Iron Petticoat) de Ralph Thomas
- 1957 : Scotland Yard joue et gagne (The Vicious Circle) de Gerald Thomas
- 1957 : Time Lock de Gerald Thomas
- 1957 : After the Ball de Compton Bennett
- 1957 : Le Scandale Costello (The Story of Esther Costello) de David Miller
- 1958 : Le crime était signé (The Whole Truth) de John Guillermin
- 1958 : L'Ennemi silencieux (The Silent Enemy) de William Fairchild
- 1959 : Les Chemins de la haute ville (Room at the Top) de Jack Clayton
- 1962 : La Chambre indiscrète (The L-Shaped Room) de Bryan Forbes
- 1962 : Le Verdict (Term of Trial) de Peter Glenville
- 1963 : Heavens Above! de John Boulting et Roy Boulting
- 1963 : Jules de Londres (The Wrong Arm of the Law) de Cliff Owen
- 1964 : Le Mangeur de citrouilles (The Pupkin Eater) de Jack Clayton
- 1965 : Les Chemins de la puissance de Ted Kotcheff
- 1965 : One Man Band de Bob Godfrey (en)
- 1968 : Oliver ! de Carol Reed
- 2001 : Revelation de James Feltham

### Remus Films
- 1954 : Les bons meurent jeunes (The Good Die Young) de Lewis Gilbert
- 1954 : Cour martiale (Carrington V.C.) d'Anthony Asquith
- 1955 : Une fille comme ça (I Am a Camera) de Henry Cornelius
- 1956 : The Bespoke Overcoat de Jack Clayton
- 1956 : Whisky, vodka et jupon de fer (The Iron Petticoat) de Ralph Thomas
- 1956 : Dry Rot de Maurice Elvey
- 1956 : Sailor Beware! de Gordon Parry
- 1956 : Trois hommes dans un bateau (Three Men in a Boat) de Ken Annakin
- 1959 : Les Chemins de la haute ville (Room at the Top) de Jack Clayton

### John Woolf
- 1973 : Chacal (The Day of the Jackal) de Fred Zinnemann
- 1973 : No sex please... Nous sommes Anglais ! (No Sex Please - We're British) de Cliff Owen
- 1974 : Le Dossier Odessa (The Odessa File) de Ronald Neame

## Distinctions
- Ocars 1960 : Nomination pour l'Oscar du meilleur film pour Les Chemins de la haute ville (producteurs : John et James Woolf)
- Ocars 1969 : Oscar du meilleur film pour Oliver ! (producteur : John Woolf)